# 東海大学伊勢原キャンパス

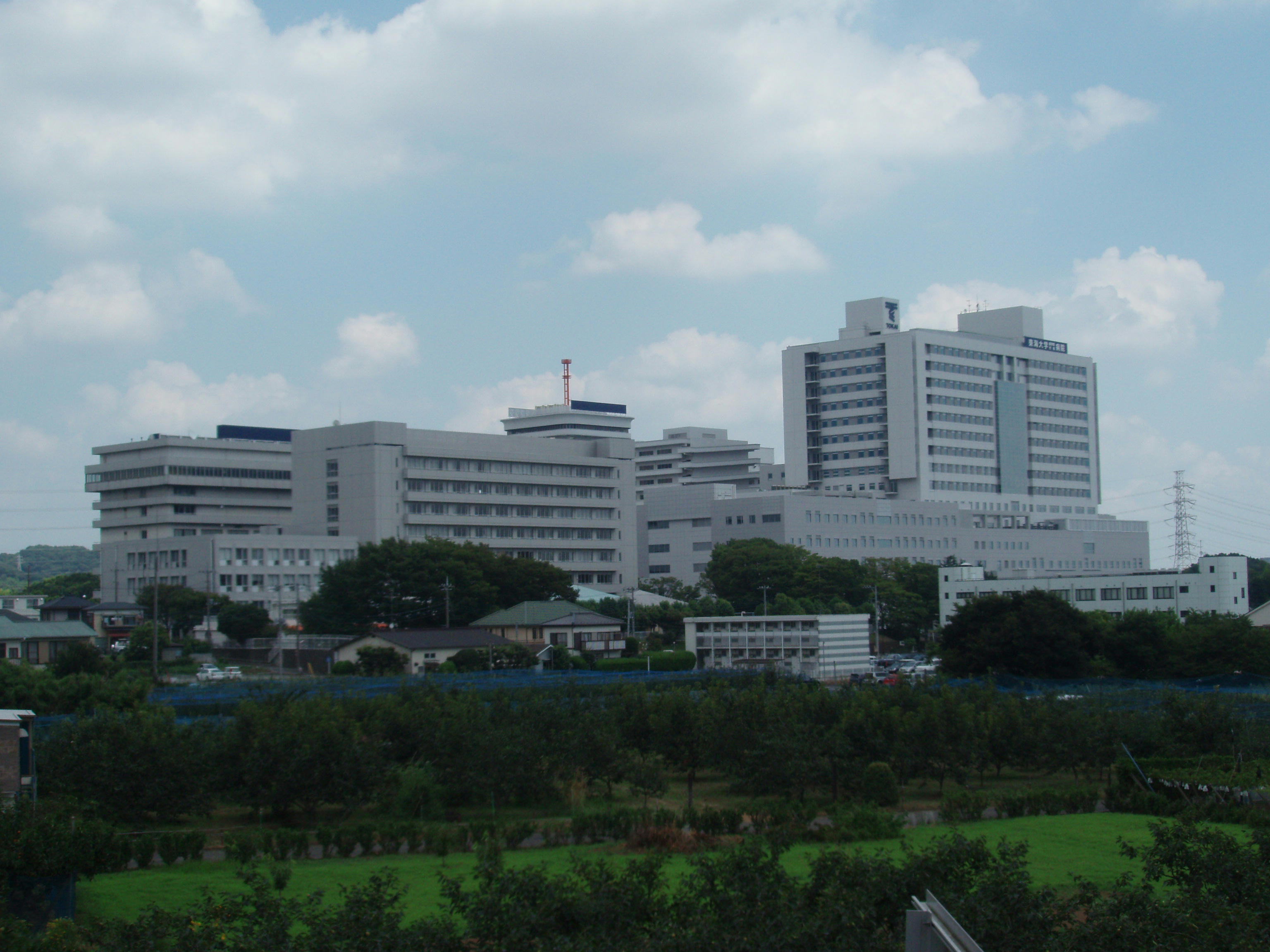
南西側より見た伊勢原キャンパスの建築物群

東海大学伊勢原キャンパス（とうかいだいがくいせはらキャンパス）は、神奈川県伊勢原市にある東海大学のキャンパスである。かつては東海大学伊勢原校舎と呼ばれ、また一時期は東海大学湘南キャンパス伊勢原校舎と呼ばれたこともある。

## 所在地
伊勢原市役所から渋田川を挟んで北側の台地上に位置している。町名（大字）としては下糟屋、東富岡、粟窪にかかっているが、東海大学ではかつて望星台を称しており、郵便物も伊勢原市望星台あてで届いていた。
- 住所: 神奈川県伊勢原市下糟屋143[4]
- 敷地面積: 121,948.92平方メートル[4]

## 沿革
- 1968年7月 - 付属相模高等学校の敷地となった野球部球場の代替として伊勢原野球場の着工。[5]
- 1969年8月21日 - 球場開き。敷地面積13,000平方メートル、7000名収容のスタンドを備えていた。[5][注釈 2]
- 1973年 - 医学部棟、病院棟の着工。付属本田記念幼稚園開園（4月）。[5]
- 1974年10月 - 1号館（医学部棟、病院棟）竣工。[7]
- 1975年2月17日 - 医学部付属病院の開院。[8]
- 1987年5月27日 - 2号館（松前記念体育館）竣工。[7][8]
- 1995年4月4日 - 3号館竣工。[8]
- 2000年 - 4号館竣工。[4]
- 2005年5月12日 - エネルギーセンター竣工。[8]
- 2005年9月30日 - 5号館（新病院棟）竣工。[8]
- 2013年10月15日 - 5号館付属棟竣工。[8]
- 2014年3月15日 - ドクターヘリ格納庫竣工。[8]
- 2015年3月 - 松前記念講堂竣工。[7]
- 2022年4月 - 湘南キャンパス伊勢原校舎に改称。
- 2023年4月 - 伊勢原キャンパスに復称。[9]

## 主要な建築物

1号館。新築時には手前側にも突き出た病棟があったが解体されている。

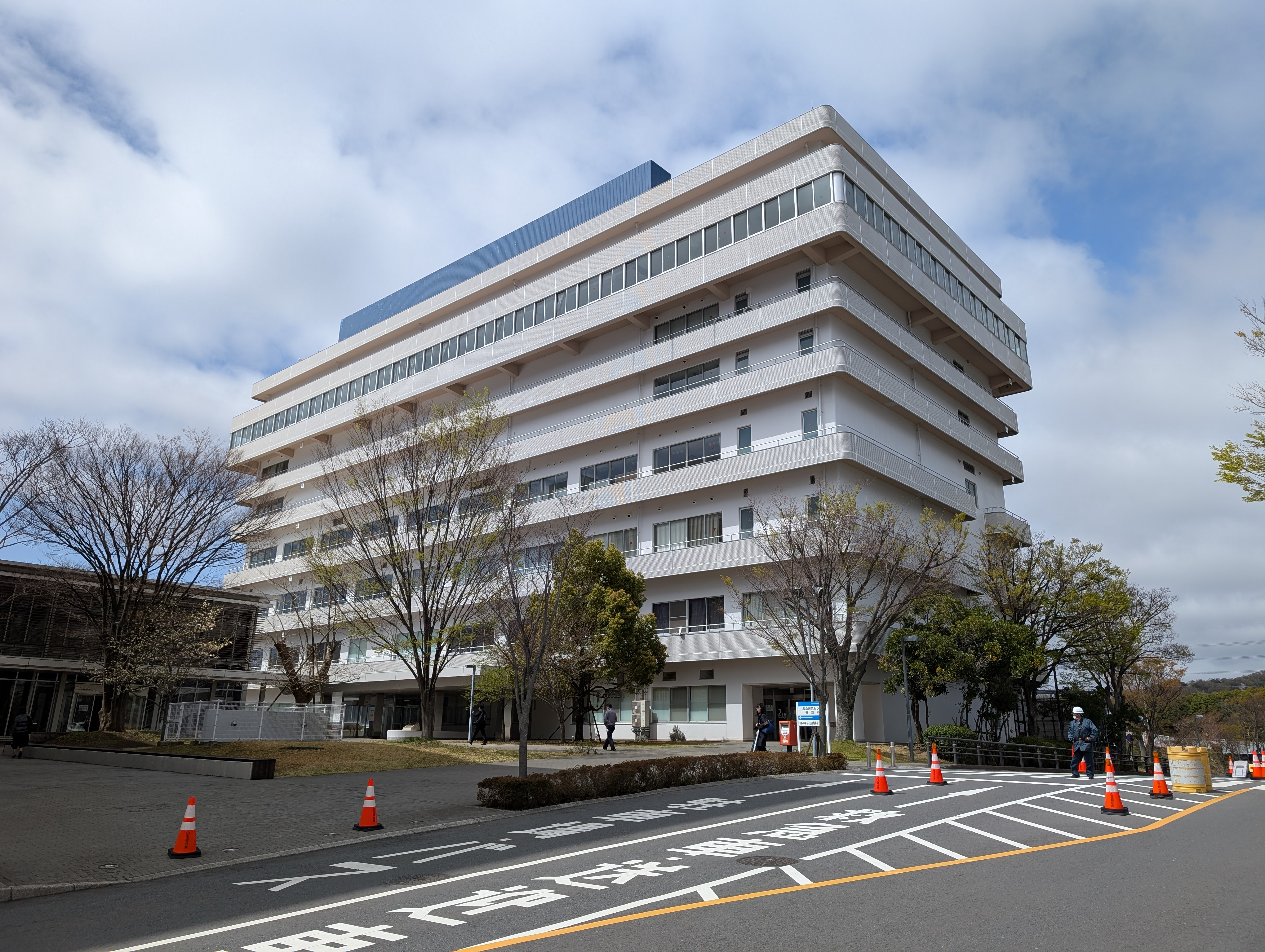
2号館。

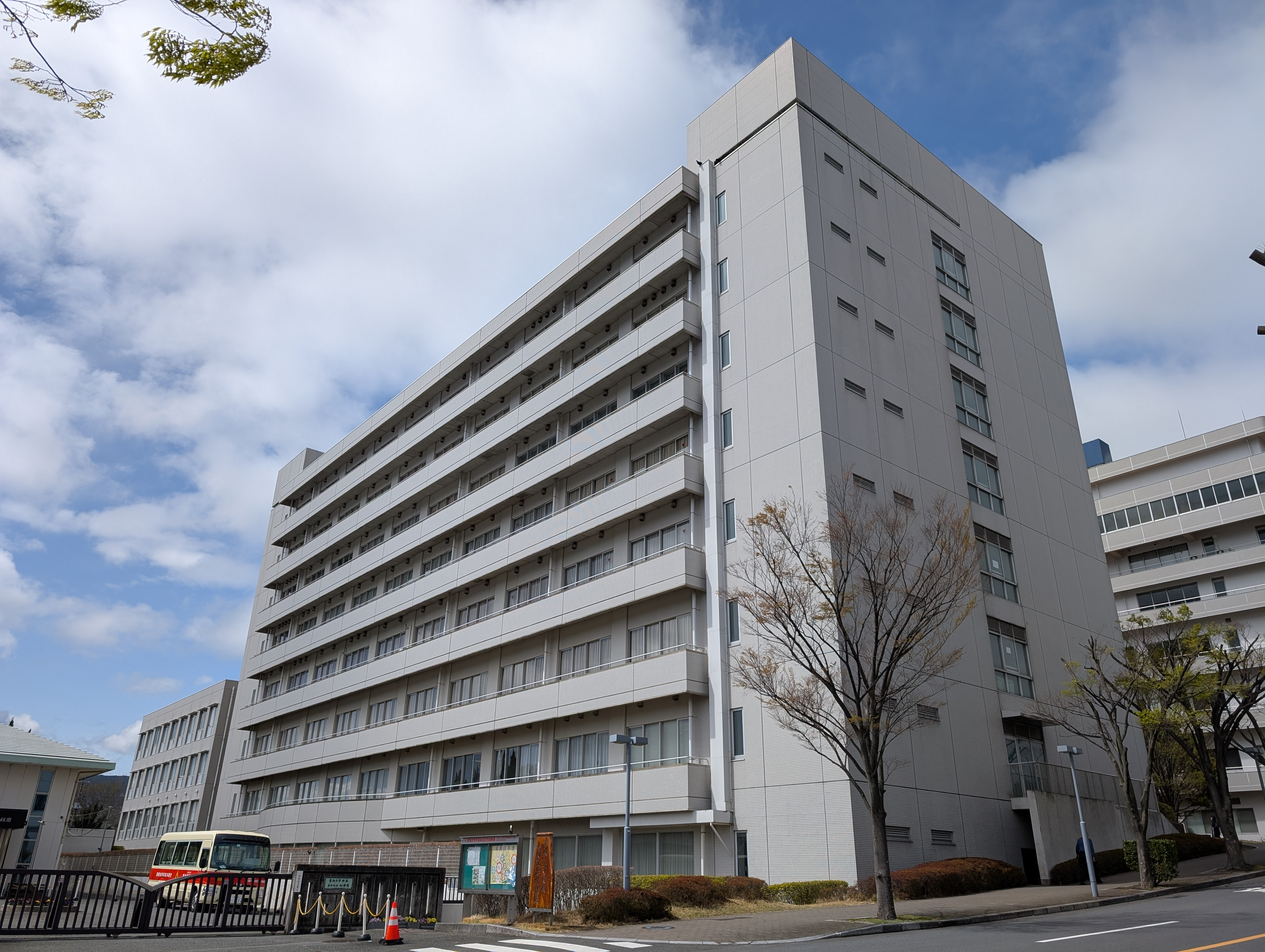
3号館。

5号館。

1号館
1974年竣工、10階建て。開設当時は医学部に加えて病院の医局、外来、病棟などを擁する複十字形の建物であったが、2005年に病院機能の大部分（外来や病棟）が5号館に移ったため、一部を解体して跡地をバスロータリーにしている。現在は医学部医学科、工学部医工学科、病院医局などが主に利用している。病院開設間もない1978年にテレビドラマ『白い巨塔』のロケ地となった。第17回BCS賞。
2号館
1987年竣工、7階建て。上層階は医学部用の体育施設などが占めており松前記念体育館の称がある。下層階には新築当初に救急センターが開設され、現在は皮膚科・精神科の外来と、健診センターが配置されている。
3号館
1995年竣工、7階建て。当初は主に健康科学部が利用しており、その関係で現在でも医学部看護学科が主に利用している。
4号館
2000年竣工、2階建て。実験施設である。
5号館
2005年竣工、14階建て。上層階は病棟（804床）、下層階は外来や手術・検査施設などが占めている。
松前記念講堂
2015年竣工、2階建て。各階に200名規模の階段教室がある。

### 新1号館計画
医学部・医学部付属病院創設50周年記念事業の一環として老朽化し耐震性が低い1号館を改築する計画が進められている。

## 付属施設
- 屋外運動施設としてテニスコート5面がある。近接して学生部室棟（2階建て）もある。[4]
- 隣接して長期入院する患者家族用の宿泊施設「かもめのいえ」があった（2000年開所）が、2024年度末で閉所となった。[12]
- 病院職員用の単身者寮（10階建て、300室）が徒歩約15分の位置にある[13]。

## 配置機関
東海大学医学部
医学科・看護学科。
東海大学工学部
医工学科。1・2年次の教育は湘南キャンパスで行われる。
東海大学大学院医学研究科
医科学専攻（修士課程）、看護学専攻（修士課程）、先端医科学専攻（博士課程）。
東海大学大学院工学研究科
医用生体工学専攻（修士課程）。
東海大学総合医学研究所

東海大学付属図書館伊勢原図書館
1号館（医学科関連）と3号館（看護学科関連）とに分かれている。
東海大学医学部付属病院

東海大学付属本田記念幼稚園

### かつての配置機関
東海大学健康科学部
看護学科・社会福祉学科。2018年度よりそれぞれ医学部看護学科（伊勢原キャンパス）・健康学部健康マネジメント学科（湘南キャンパス）に改組された。

## 交通アクセス
- 小田急小田原線 伊勢原駅より徒歩15分[14]
- 神奈川中央交通バス「東海大学病院」下車すぐ
  - 伊勢原駅 南口4番のりば 伊06 東海大学病院行き 約10分[注釈 3]
  - 伊勢原駅 北口2番のりば 伊74 東海大学病院経由愛甲石田駅行き 約10分